# Jankó Elemér
Jankó Elemér (Budapest, 1872. március 28. – München, 1892. február 27.) magyar karikaturista, festőművész, rajzoló. Rövid élete során olyan folyóiratokhoz járult hozzá, mint a Fliegende Blätter, a Borsszem Jankó, az Urambátyám és az Újság Vasárnapja.

## Életpályája
Szülei Jankó János (1833–1896) festő és Bajai Gizella voltak. Gyermekkorában a Kis Lap című gyermeklaphoz küldte rajzait, ahol Ágai Adolf szerkesztő felismerte tehetségét és közölte pályamunkáit. Édesapja humorát és rajztehetségét örökölve a budapesti Országos Mintarajziskolában (ma Magyar Képzőművészeti Egyetem) kapott művészeti képzést 1887–1889 között. Münchenben Hollósy Simon iskolájába került, majd a Müncheni Képzőművészeti Akadémia hallgatójaként Gabriel von Hackl volt a mestere. 1887-ben humoros rajzokat készített az újonnan alapított müncheni Radfahr-Humor folyóirat, valamint a Fliegende Blätter című humoros hetilap számára (két rajzát posztumusz adták ki 1898-ban). Nemeseket és polgárokat parodizáló szatirikus képregényei 1886–1892 között az Urambátyám című humorlap címlapján jelentek meg. Megmaradt rajzaiból 1895-ben posztumusz gyűjtemény jelent meg.
Magyarországon a Borsszem Jankó című politikai szatirikus lapban jelentek meg rajzai, amelynek apja is munkatársa volt. A korai magyar karikaturisták közé tartozott, akik folytatásos elbeszéléseket használtak. „A Kerekes Bódi bácsi Münchenben” című képregénye az Újság Vasárnapja című vasárnapi lapban jelent meg. A Hollósy-kör tagja volt.
20 éves korában halt meg tüdővészben.